# Anathema (peça de teatro)
Anathema é a obra de teatro de José Luís Peixoto estreada no Theatre de la Bastille em 2006 em Paris. O assalto ao teatro Dubrovka, em Moscovo, deu o mote à peça que reflete sobre o terrorismo. Apesar de a peça estar ligada a este acontecimento real, José Luís Peixoto afirmou que isso "nunca está explícito no texto, apenas são dadas algumas pistas".